# 君埠乡
君埠乡，是中华人民共和国江西省吉安市永丰县下辖的一个乡镇级行政单位。

## 行政区划
君埠乡下辖以下地区：
君埠村、小别村、空坑村、陂头村、山岭畲族村、北寨村、铁元村、杜溪村、银田村和大田村。